# ファム・ファタール (ブリトニー・スピアーズのアルバム)
『ファム・ファタール』（Femme Fatale）は、アメリカ合衆国の歌手、ブリトニー・スピアーズの7枚目のスタジオ・アルバム。通常盤と、未発表のボーナス・トラック4曲が追加されたデラックス・エディション盤、また、デラックス・エディション盤に更にボーナス・トラック1曲が追加された日本盤の3形態で2011年4月6日発売（本国米国では2011年3月25日発売）。

## 解説
エレクトロ・ポップやEDMを基調とした本作はブリトニー曰く「今作は大胆で、パワーと自信に溢れ、誰もが憧れ、賑やかで、小悪魔のような女性や男性へ送られたアルバム。コンセプトがあったというより、音楽に歌わせたようなアルバムで、この2年間私が一生懸命魂を込めて制作したアルバムなの」と説明している。
Billboard Hot 100では初週27万6000枚を売り上げ、初登場1位を記録。その他にオーストラリアやカナダなどで首位を記録し、24か国でトップ10に入った。
また本作からシングルカットされたシングル4枚の内、3枚がBillboard Hot 100のトップ10に入ったが、これはブリトニーのアルバム史上初めてだった。

## トラックリスト
1. ティル・ザ・ワールド・エンズ - Til the World Ends - アルバム先行2ndシングル
2. ホールド・イット・アゲインスト・ミー - Hold It Against Me - アルバム先行シングル
3. インサイド・アウト - Inside Out
4. アイ・ワナ・ゴー - I Wanna Go 3rdシングル
5. ハウ・アイ・ロール - How I Roll
6. ドロップ・デッド - (Drop Dead) Beautiful feat. Sabi
7. シール・イット・ウイズ・ア・キス - Seal It With a Kiss
8. ビッグ・ファット・ベース - Big Fat Bass feat. ウィル・アイ・アム
9. トラブル・フォー・ミー - Trouble for Me
10. トリップ・トゥー・ユア・ハート - Trip to Your Heart
11. ガソリン - Gasoline
12. クリミナル - Criminal 4thシングル
13. アップ・ン・ダウン - Up n' Down ※
14. ヒー・アバウト・トゥー・ルーズ・ミー - He About to Lose Me ※
15. セルフィッシュ - Selfish ※
16. ドント・キープ・ミー・ウェイティング - Don't Keep Me Waiting ※
17. スケアリー - Scary ※※

- ※…“デラックス・エディション盤”ボーナス・トラック
- ※※…“日本盤・デラックス・エディション盤”ボーナス・トラック